# Белая Речка (река)
Бе́лая Ре́чка (кабард.-черк. Псыкӏэху) — родниковая река в республике Кабардино-Балкария. Протекает по территории Урванского и Майского районов. Длина реки — 27 км.

## География
Долина реки Белая Речка расположена на предгорной равнине. Рельеф территории, по которой протекает река преимущественно сглаженный, значительных возвышений по бортам реки нет. В низовье сильно извивается и меандрирует.
Речка имеет родниковое происхождение и вытекает на земную поверхность в районе парка «Ореховая роща», у восточной окраины города Нарткала и далее протекая на северо-восток впадает в реку Урвань, к югу от села Ново-Ивановское.
Вдоль реки Белая Речка расположен город Нарткала, а также хутора Славянский и Колдрасинский. Устье и низовья реки заняты густыми смешанными приречными лесами.

## Данные водного реестра
По данным государственного водного реестра России относится к Западно-Каспийскому бассейновому округу, водохозяйственный участок реки — Терек от впадения реки Урух до впадения реки Малка, речной подбассейн реки — подбассейн отсутствует. Речной бассейн реки — Реки бассейна Каспийского моря междуречья Терека и Волги.
Код объекта в государственном водном реестре — 07020000612108200005213.
Код по гидрологической изученности (ГИ) — 108200521